# Diocesi di Iba
La diocesi di Iba (in latino Dioecesis Ibana) è una sede della Chiesa cattolica nelle Filippine suffraganea dell'arcidiocesi di San Fernando. Nel 2021 contava 712.043 battezzati su 890.053 abitanti. È retta dal vescovo Bartolome Gaspar Santos.

## Territorio
La diocesi comprende la provincia filippina di Zambales e la città indipendente di Olongapo.
Sede vescovile è la città di Iba, dove si trova la cattedrale di Sant'Agostino.
Il territorio è suddiviso in 23 parrocchie.

## Storia
La prelatura territoriale di Iba fu eretta il 12 giugno 1955 con la bolla Venisse Christum di papa Pio XII, ricavandone il territorio dalle diocesi di San Fernando e di Lingayen-Dagupan (oggi entrambe arcidiocesi).
Originariamente suffraganea dell'arcidiocesi di Manila, il 17 marzo 1975 è entrata a far parte della provincia ecclesiastica dell'arcidiocesi di San Fernando.
Il 15 novembre 1982 la prelatura territoriale è stata elevata a diocesi con la bolla Cum Decessores di papa Giovanni Paolo II.

## Cronotassi dei vescovi
Si omettono i periodi di sede vacante non superiori ai 2 anni o non storicamente accertati.
- Henry Byrne, S.S.C.M.E. † (20 agosto 1956 - 16 luglio 1983 dimesso)
- Paciano Basilio Aniceto (20 ottobre 1983 - 31 gennaio 1989 nominato arcivescovo di San Fernando)
- Deogracias Soriano Iñiguez (27 dicembre 1989 - 28 giugno 2003 nominato vescovo di Kalookan)
- Florentino Galang Lavarias (19 giugno 2004 - 25 luglio 2014 nominato arcivescovo di San Fernando)
  - Sede vacante (2014-2018)
- Bartolome Gaspar Santos, dal 17 febbraio 2018

## Statistiche
La diocesi nel 2021 su una popolazione di 890.053 persone contava 712.043 battezzati, corrispondenti all'80,0% del totale.
| anno | popolazione | popolazione | popolazione | presbiteri | presbiteri | presbiteri | presbiteri                | diaconi | religiosi | religiosi | parrocchie |
| anno | battezzati  | totale      | %           | numero     | secolari   | regolari   | battezzati per presbitero | diaconi | uomini    | donne     | parrocchie |
| ---- | ----------- | ----------- | ----------- | ---------- | ---------- | ---------- | ------------------------- | ------- | --------- | --------- | ---------- |
| 1970 | 135.640     | 213.618     | 63,5        | 34         | 4          | 30         | 3.989                     |         | 30        | 62        | 18         |
| 1980 | 291.000     | 389.000     | 74,8        | 37         | 9          | 28         | 7.864                     |         | 56        | 71        | 21         |
| 1990 | 583.759     | 653.264     | 89,4        | 44         | 17         | 27         | 13.267                    |         | 27        | 88        | 25         |
| 1999 | 608.871     | 767.939     | 79,3        | 43         | 30         | 13         | 14.159                    |         | 13        | 77        | 22         |
| 2000 | 311.610     | 389.512     | 80,0        | 45         | 32         | 13         | 6.924                     |         | 13        | 85        | 22         |
| 2001 | 460.980     | 576.225     | 80,0        | 46         | 38         | 8          | 10.021                    |         | 8         | 83        | 22         |
| 2002 | 502.241     | 627.241     | 80,1        | 47         | 38         | 9          | 10.685                    |         | 9         | 91        | 22         |
| 2003 | 520.509     | 650.637     | 80,0        | 41         | 34         | 7          | 12.695                    |         | 7         | 85        | 22         |
| 2004 | 538.025     | 672.532     | 80,0        | 38         | 32         | 6          | 14.158                    |         | 6         | 74        | 22         |
| 2006 | 556.110     | 695.138     | 80,0        | 40         | 34         | 6          | 13.902                    |         | 6         | 74        | 22         |
| 2013 | 611.840     | 764.801     | 80,0        | 41         | 38         | 3          | 14.922                    |         | 3         | 60        | 22         |
| 2016 | 630.540     | 788.130     | 80,0        | 46         | 43         | 3          | 13.707                    |         | 3         | 64        | 22         |
| 2019 | 685.334     | 856.668     | 80,0        | 45         | 42         | 3          | 15.229                    |         | 3         | 60        | 22         |
| 2021 | 712.043     | 890.053     | 80,0        | 46         | 41         | 5          | 15.479                    |         | 6         | 61        | 23         |